# Ækvivalent potentialtemperatur
Ækvivalent potentialtemperatur, typisk refereret til som theta-e {\displaystyle \left(\theta _{e}\right)}, er en kvantitet relateret til stabiliteten af en søjle af luft i atmosfæren.